# Kürti Papp László
Kürti Papp László (Tiszakürt, 1940. március 13. – 2002. január 26.) magyar színész, előadóművész, jogász.

## Életpályája
Tiszakürtön született, Kunszentmártonban végezte általános iskolai és gimnáziumi tanulmányait. Diákszínjátszóként itt ismerkedett meg a színházművészettel. Kisfaludy Károly Kérők című vígjátékának Perföldyjét és a Megfagyott gyermek címszerepét is eljátszotta. Ekkoriban legnagyobb színi élménye Somogyvári Rudolf alakítása volt, a Szolnokon játszott Ruy Blasban. A Színművészeti Főiskolára nem vették fel, Cibakházán általános iskolában tanított, és közben énekelni és táncolni tanult Budapesten, Utassy Gizinél. 1962-től a Miskolci Nemzeti Színháznál kezdte pályáját, Ruttkai Ottó vezetése alatt.

„Első szerepem Darvas Iván apródja volt a Szent Johannában. Nagy megtiszteltetésnek vettem. Még azt se bántam, hogy Darvas a premier előtt így szólt: Ne lepődj meg, de én egy kicsit meg foglak téged legyinteni.”

 1966-tól a kecskeméti Katona József Színházhoz szerződött. Jogász diplomáját a szegedi József Attila Tudományegyetemen szerezte. 1968-tól szabadfoglalkozású előadóművészként dolgozott. 1973-tól az Állami Déryné Színház, 1980-tól a Népszínház, illetve a jogutód Budapesti Kamaraszínház társulatának tagja volt. Egyik alapítója a Népszínház Közművelődési Pódiumának. Önálló estjeivel járta az országot és a nagyvilágot (USA; Kanada; Nyugat-Európa; Szlovákia; Erdély). Tiszakürt díszpolgárává is megválasztották. 

## Színházi szerepeiből
- Arthur Miller: Pillantás a hídról... Rodolpho
- Madách Imre: Az ember tragédiája... Márki; Artur
- Jókai Mór: Fekete gyémántok... Berend Iván
- Gáspár Margit: Kilépek a történelemből... Jani
- Ábrahám Pál: Viktória... Miki
- Benedek Elek: Többsincs királyfi... Villámgyors
- Sármándi Pál: Peti meg a róka... Ceruza, riporter

## Önálló estjeiből
- Csak az ifjúság lehet olyan (Csák Gyula, Fejes Endre, Pardi Anna, Bari Károly versei)
- Ki viszi át a szerelmet?
- Emberek között élünk
- Bárányhívogató (közös est Vitay Ildikóval)
- A Nyugat költőiből: (Tóth Árpád, Babits Mihály, Kosztolányi Dezső, Juhász Gyula, Ady Endre, Füst Milán)
- Babits Mihály-est (közös est Szentpál Mónikával)
- Móra Ferenc emlékműsor
- József Attila-est

## Filmes és televíziós szerepei
- Versműsorok